# Padlý anděl

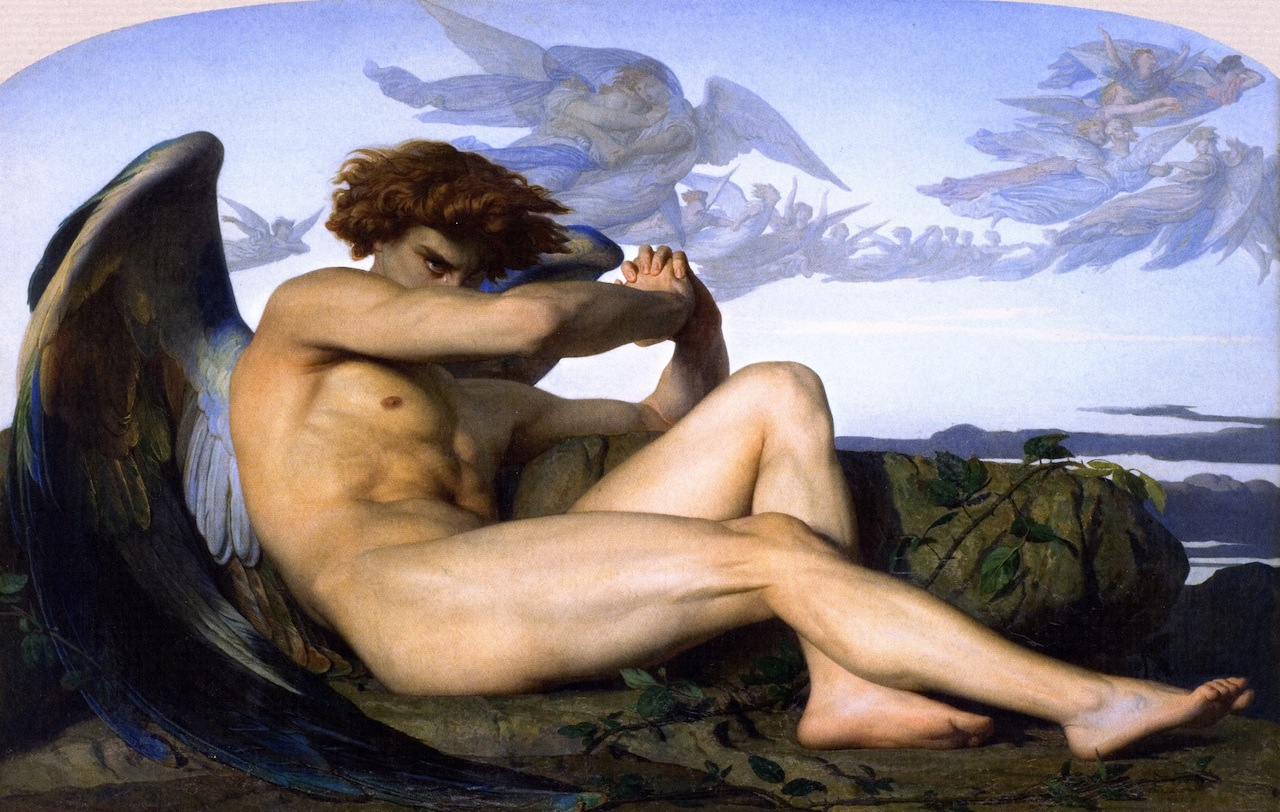
Padlý anděl (Alexandre Cabanel)

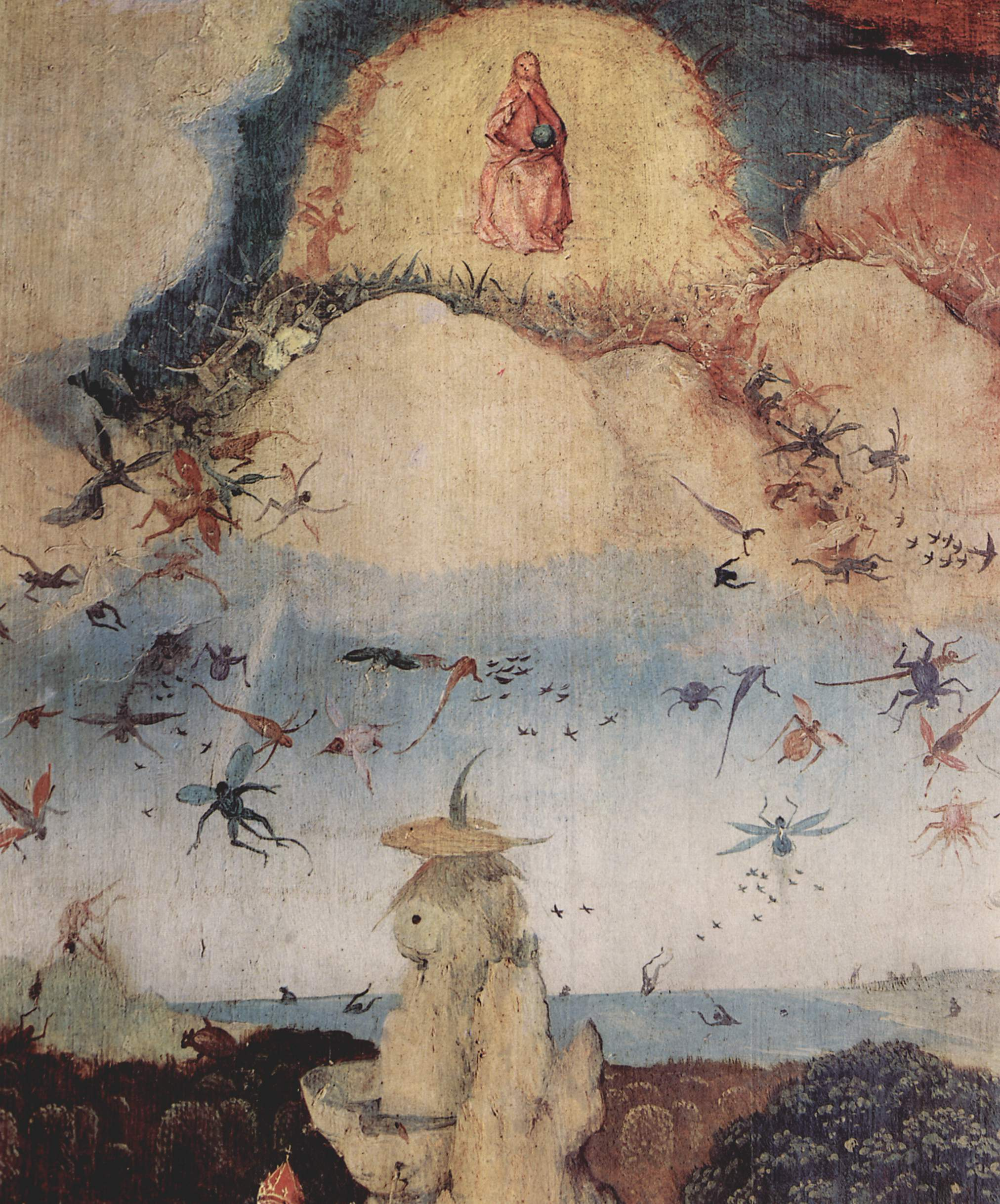
Pád rebelujících andělů; levý panel Fůra sena Hieronyma Bosche, ca. 1500

Padlý anděl je zlý nebo vzbouřený anděl, který byl svržen z nebe. Samotné označení padlý anděl se v Bibli nevyskytuje, ale je používáno pro anděly, kteří zhřešili (například andělé uvedení v 2 listu Petrovu „Vždyť Bůh neušetřil ani anděly, kteří zhřešili, ale svrhl je do temné propasti podsvětí a dal je střežit, aby byli postaveni před soud.“), anděly svržené na Zemi během války v nebi, pro Satana a démony.